# Muzej sodobne umetnosti Zagreb
Koordinati:   45°46′42″N, 15°58′54″E
Muzej sodobne umetnosti Zagreb (izvirno hrvaško Muzej suvremene umjetnosti Zagreb) je bil ustanovljen leta 1945 z reorganizacijo Galerije mesta Zagreb.